# Suzanne-Marie Bertin
Pour les articles homonymes, voir Bertin.
 (décembre 2010).
Si vous disposez d'ouvrages ou d'articles de référence ou si vous connaissez des sites web de qualité traitant du thème abordé ici, merci de compléter l'article en donnant les références utiles à sa vérifiabilité et en les liant à la section « Notes et références ».
Suzanne-Marie Bertin, née le 3 novembre 1897 à Paris 18e et morte le 28 novembre 1989 à Boulogne-Billancourt, est une cantatrice française qui eut notamment un grand succès durant les années 1930. De registre soprano, elle a entre autres interprété Mon rêve était d'avoir un amant dans La Dame aux camélias, d’Abel Gance. Elle était également peintre à ses heures perdues.
Elle a épousé en 1934, l'industriel Jacques Pierre Marie Bernard (divorcés en 1936), puis en 1936 Joseph Noblot, administrateur de sociétés, dont elle a divorcé en 1945. Elle est la tante de l'actrice Françoise Bertin.